# Route nationale 32
Die Route nationale 32, kurz N 32 oder RN 32, war eine französische Nationalstraße.

## Geschichte
Die Straße existierte in den Jahren von 1824 bis 1973 und geht auf die Route impériale 37 zurück. Sie führte ab 1824 von Senlis bis Ham. Die Länge betrug 74,5 Kilometer. 1933 wurde ein zweiter Teil festgelegt, der von Riqueval bis zur belgischen Grenze bei Aulnois verlief. Unterbrochen waren sie durch die Nationalstraßen 30 und 44Bis (vor 1949 N44). Die Gesamtlänge betrug 138,5 Kilometer.
1973 wurde der Abschnitt zwischen der belgischen Grenze und Riqueval herabgestuft, ebenso der Abschnitt zwischen Ham und Noyon. Von Noyon aus übernahm die N 32 ein Teil der Trasse der Nationalstraße 38 und endete an der Abfahrt 12 der Autobahn 26:
- N 32 Senlis – Noyon
- N 38 Noyon – (La Fère) ab Chauny auf Umgehungsstraßen
- Neubautrasse (La Fère) – A26 (Anschlussstelle 12)

2006 erfolgte die komplette Herabstufung der Streckenführung der N 32. Zwischen Riqueval und Bavay verlief die Straße wie mit einem Lineal gezogen. Dasselbe galt für das weitere Stück ab Bavay bis zur Grenze und weiter auf der belgischen Seite. Dadurch lagen einige Kreuzungen mit anderen ehemaligen Nationalstraßen weit außerhalb von Ortschaften.